# ترافیک سنگین
«ترافیک سنگین» (انگلیسی: Heavy Traffic) یک فیلم پویانمایی محصول آمریکا است که در سال ۱۹۷۳ منتشر شد.